# زانکت گورگن آندر لیس
زانکت گورگن آندر لیس (به آلمانی: Sankt Georgen an der Leys) یک منطقهٔ مسکونی در اتریش است که در ناحیه شایبس واقع شده‌است. زانکت گورگن آندر لیس ۲۳٫۸۷ کیلومتر مربع مساحت دارد ۳۷۷ متر بالاتر از سطح دریا واقع شده‌است.